# Санта-Крус-де-ла-Сьерра
Санта-Крус-де-ла-Сьерра (исп. Santa Cruz de la Sierra), сокращённо Санта-Крус (исп. Santa Cruz) — город в Боливии, административный центр департамента Санта-Крус и его провинции Андрес-Ибаньес. Население — 1,6 млн жителей (2010) — крупнейший город Боливии, бо́льший, чем конституционная столица Сукре и фактическая столица Ла-Пас (если не учитывать пригороды). Главный экономический центр страны. Основан в 1561 году.

## История

### Основание
В Доколумбову эпоху территорию сегодняшнего Санта-Круса населяли кочевые племена индейцев-чанье, занимавшиеся охотой и собирательством.
Первыми белыми, исследовавшими регион, стали в 1549 году испанцы из организованной правительством Новой Андалусии экспедиции Доминго Мартинеса де Ирала. В 1560 году из Асунсьона была отправлена вторая экспедиция, под руководством Ньюфло де Чавеса, целью которой было основание испанского поселения в этих краях. 26 февраля 1561 года Чавес основал город Санта-Крус-де-ла-Сьерра, назвав его в честь своего родного города в Эстремадуре. Город был основан в 220 километрах к востоку от своего нынешнего местоположения, и сразу провозглашён столицей вновь образованной провинции Мохос.
Вскоре после основания город стал подвергаться всё более ожесточённым нападениям местных индейцев. Отражая одну из таких атак, в 1568 году погиб Ньюфло де Чавес. После его смерти часть горожан приняла решение переселиться в более безопасное место в полусотне километров к западу, новый город был назван Сан-Лоренцо. Увы, вскоре выяснилось, что индейцы не собираются оставлять в покое и это поселение, кроме того, местность страдала от наводнений в сезон дождей. В 1590 году колониальные власти в Лиме официально приказали всем жителям Санта-Круса переселиться в Сан-Лоренцо, но большинство горожан проигнорировали это распоряжение. В 1595 году Сан-Лоренцо был перемещён на то место, где сегодня находится Санта-Крус. В 1600-х гг. властям удалось убедить жителей, остававшихся в месте первоначальной закладки Санта-Круса, переехать в Сан-Лоренцо, но для этого город пришлось вновь переименовать в Санта-Крус. Старое название Санта-Крус-де-ла-Сьерра, данное поселению де Чавесом, было официально присвоено городу в 1622 году.

### Колониальный период
На протяжении следующих 200 лет испанцы смогли постепенно подчинить и ассимилировать агрессивные индейские племена. Важную роль в этом сыграли иезуиты, одним из центров влияния которых стал Санта-Крус.

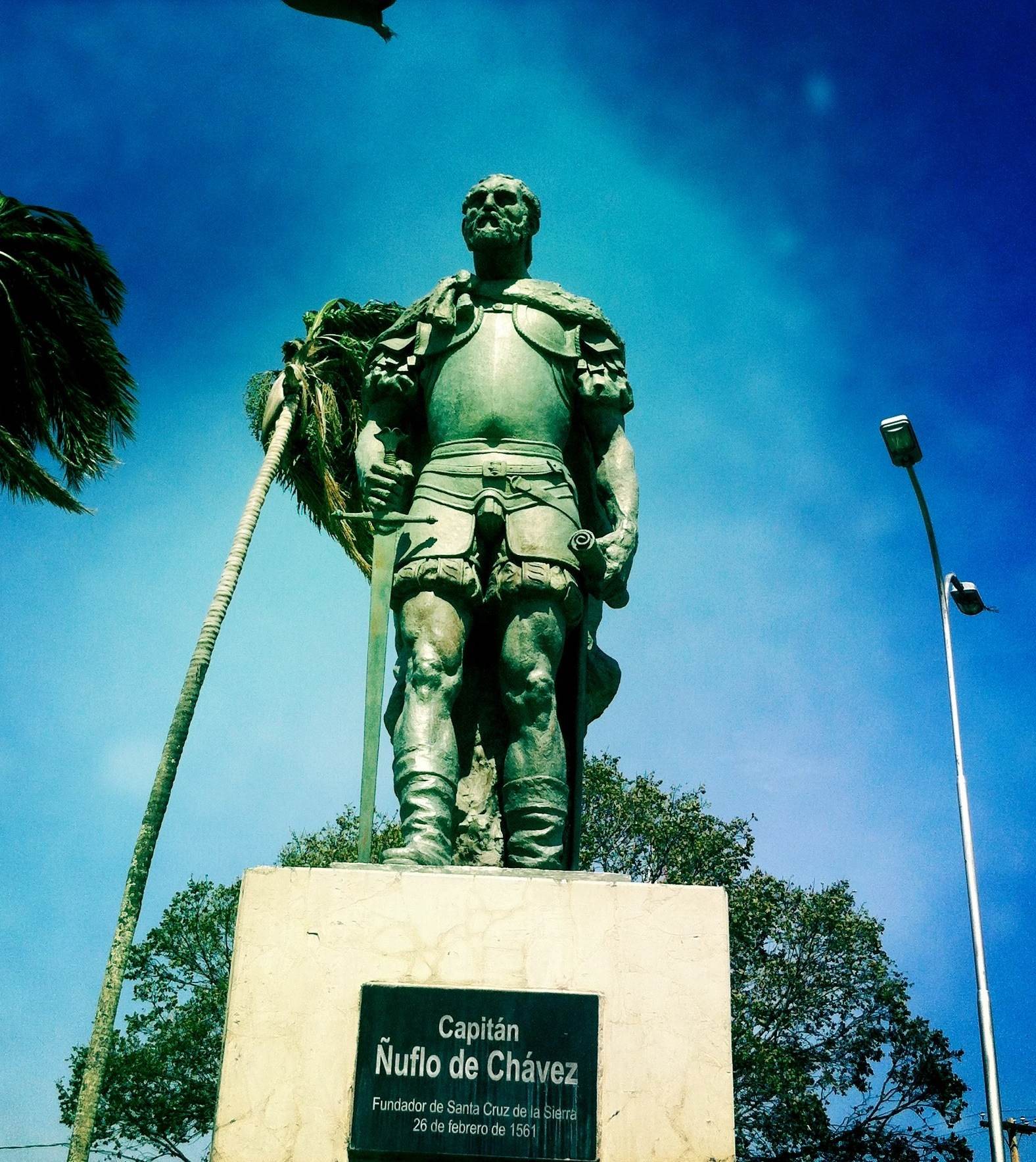
Памятник Ньюфло де Чавесу

По мере развития португальских владений в Южной Америке постепенно обострялись споры о разграничении территорий между двумя империями. Санта-Крус стал опорным пунктом испанского противодействия движению бразильских бандейрантов на запад. Заслуги города в защите границ Империи не остались незамеченными — провинции была дарована высокая степень автономии, а жители Санта-Круса освобождены от уплаты имперских налогов и обязательных работ. Тем не менее, несмотря на стратегическую важность города, рост его был довольно медленным, поскольку большая часть экономической активности испанских владений была сосредоточена в богатых золотом и серебром горных районах Анд.
На рубеже XVIII—XIX веков в городе стало усиливаться недовольство властью метрополии, особенно усилившееся после переноса столицы провинции в Кочабамбу. Правительство отреагировало на выступления сокращением местного самоуправления и заменой местных уроженцев, занимающих высокие посты, на выходцев из Испании. Разумеется, это только усилило возмущение жителей колоний. Санта-Крус не стал исключением, и 24 сентября 1810 года в городе вспыхнуло восстание, в ходе которого назначенный из Испании губернатор был свергнут.
Первоначально повстанцы не провозглашали своей целью выход из состава Империи, объявив, что они верны королю Испании (оккупированной в тот период французами). К 1813 году власть размещённой в Лиме колониальной администрации была восстановлена в Санта-Крусе (мирным путём). Один из лидеров аргентинских сепаратистов Мануэль Бельграно, озабоченный усилением испанцев, отправил к городу отряд под командованием Игнасио Варнеса для «освобождения» Санта-Круса. Варнес занял город без особых проблем и удерживал его почти три года, отбив первое контрнаступление роялистов в мае 1814 года (битва при Флориде). Вторая попытка испанцев отбить Санта-Крус оказалась лучше подготовленной — в сентябре 1816 в ходе битвы при Эль-Пари войска Варнеса были разбиты, а сам он убит. Испанцы, под командованием Франсиско Агилеры, вступили в Санта-Крус, остававшийся под их контролем вплоть до завершения Боливийской войны за независимость. Окрестности города при этом в основном контролировались поддерживающими сепаратистов повстанцами.

### В составе Боливии
Независимость не принесла Боливии ни политической стабильности, ни экономического процветания — следующие 100 лет истории страны были заняты военными переворотами, экономическими кризисами и тремя проигранными войнами с соседями (Чили и Парагваем). Санта-Крус оставался небольшим сонным городком, слабо затронутым этими перипетиями. В 1810 году в городе проживало 10 000 человек, через 100 лет, в 1910, их число выросло лишь до 18 000. Тем не менее, в XIX веке Санта-Крус резко отличался от других городов Боливии почти поголовной грамотностью взрослого населения и преобладанием креолов (значительная часть из них была потомками переселенцев из Эстремадуры). В XIX веке существовало заметное движение за автономию города и департамента, проявившееся в вооруженном выступлении 1876 - 1877 годов во главе с местным уроженцем и сторонником равенства Андресом Ибаньесом, которое было быстро и без особых потерь со стороны правительственных сил подавлено. 
Тихая жизнь провинциального городка закончилась в 1950 году — строительство шоссе № 7, связавшего его через Кочабамбу с остальной страной, аграрная реформа, привлёкшая на плодородные земли в окрестностях множество переселенцев, а также открытие месторождений нефти и природного газа положили начало стремительному росту города, продолжающемуся и в наши дни. Если в 1955 году число горожан составляло 57 000 человек, то в 1976 — уже 325 000, а в 1992 — 1 030 000.
В октябре 1967 года недалеко от Санта-Круса погиб известный революционный (либо, в зависимости от точки зрения, террористический) деятель Эрнесто Че Гевара.

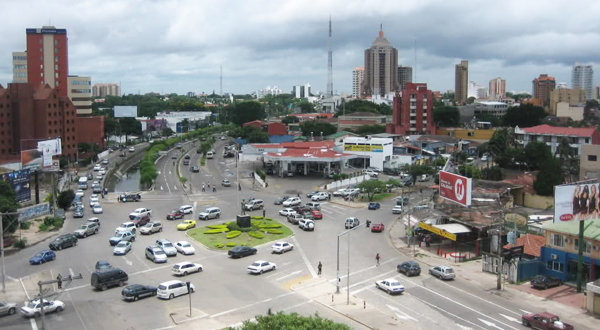
Новые районы города

Огромный ущерб городу нанесли разливы реки Пирай в 1983 (особенно сильное наводнение, было затоплено около половины территории города) и 1984 годах. С 1982 по 1991 год власти и полиция вели жестокую борьбу с контролирующими бедные районы Санта-Круса наркокартелями, напоминающую происходящее в наши дни на севере Мексики. В итоге, при поддержке США, основные силы наркокартелей были уничтожены.
Быстрый рост численности населения за счёт миграции необразованных и бедных деревенских жителей породил множество проблем как социального, так и инфраструктурного плана. Резко обострилась и политическая жизнь города, ставшего центром борьбы боливийцев за свои права. Именно жители Санта-Круса в 1970-х первыми в Боливии добились права выбирать мэра города (ранее он назначался из столицы). И в наши дни Санта-Крус остаётся центром федералистских (и сепаратистских) настроений в Боливии. Примером этого могут служить волнения, последовавшие за президентскими выборами 2005 года, едва не приведшие к распаду страны.

## География и климат
Санта-Крус расположен в восточной Боливии, на реке Пирай, на высоте более 400 метров над уровнем моря.
Климат города — тропический саванный, с тёплой, сухой зимой и жарким, дождливым летом. Зимой холодные южные ветры могут приводить к резким понижениям температуры. Падение температуры ниже 0°С зафиксировано несколько раз за всю историю наблюдений.
| Показатель                    | Янв. | Фев. | Март | Апр. | Май  | Июнь | Июль | Авг. | Сен. | Окт. | Нояб. | Дек. | Год  |
| ----------------------------- | ---- | ---- | ---- | ---- | ---- | ---- | ---- | ---- | ---- | ---- | ----- | ---- | ---- |
| Средний суточный максимум, °C | 30,0 | 30,0 | 30,0 | 28,0 | 26,0 | 24,0 | 24,0 | 27,0 | 29,0 | 30,0 | 30,0  | 30,0 | 28,0 |
| Средняя температура, °C       | 26,0 | 26,0 | 26,0 | 24,0 | 22,0 | 20,0 | 20,0 | 22,0 | 24,0 | 26,0 | 26,0  | 26,0 | 24,0 |
| Средний суточный минимум, °C  | 22,0 | 22,0 | 22,0 | 20,0 | 18,0 | 16,0 | 16,0 | 18,0 | 19,0 | 21,0 | 22,0  | 22,0 | 20,0 |
| Норма осадков, мм             | 115  | 107  | 89   | 63   | 66   | 48   | 37   | 25   | 46   | 81   | 98    | 139  | 912  |
| Источник: MSN                 |      |      |      |      |      |      |      |      |      |      |       |      |      |

## Население
Население Санта-Круса составляло в 2010 году 1,6 млн человек, что делает его крупнейшим городом Боливии. Численность жителей агломерации — 2,1 млн человек (вторая в стране после Ла-Паса).
Около 4/5 горожан являются метисами, образовавшимися в результате смешения переселенцев с Пиренейского полуострова и местных индейцев-гуарани. Белые потомки испанцев, итальянцев, фламандцев и немцев составляют политическую и экономическую элиту города. С конца XX века усилилась миграция в город из индейских районов западной Боливии, что временами приводит к конфликтам между метисами с одной стороны, и индейцами кечуа и аймара — с другой.

## Экономика

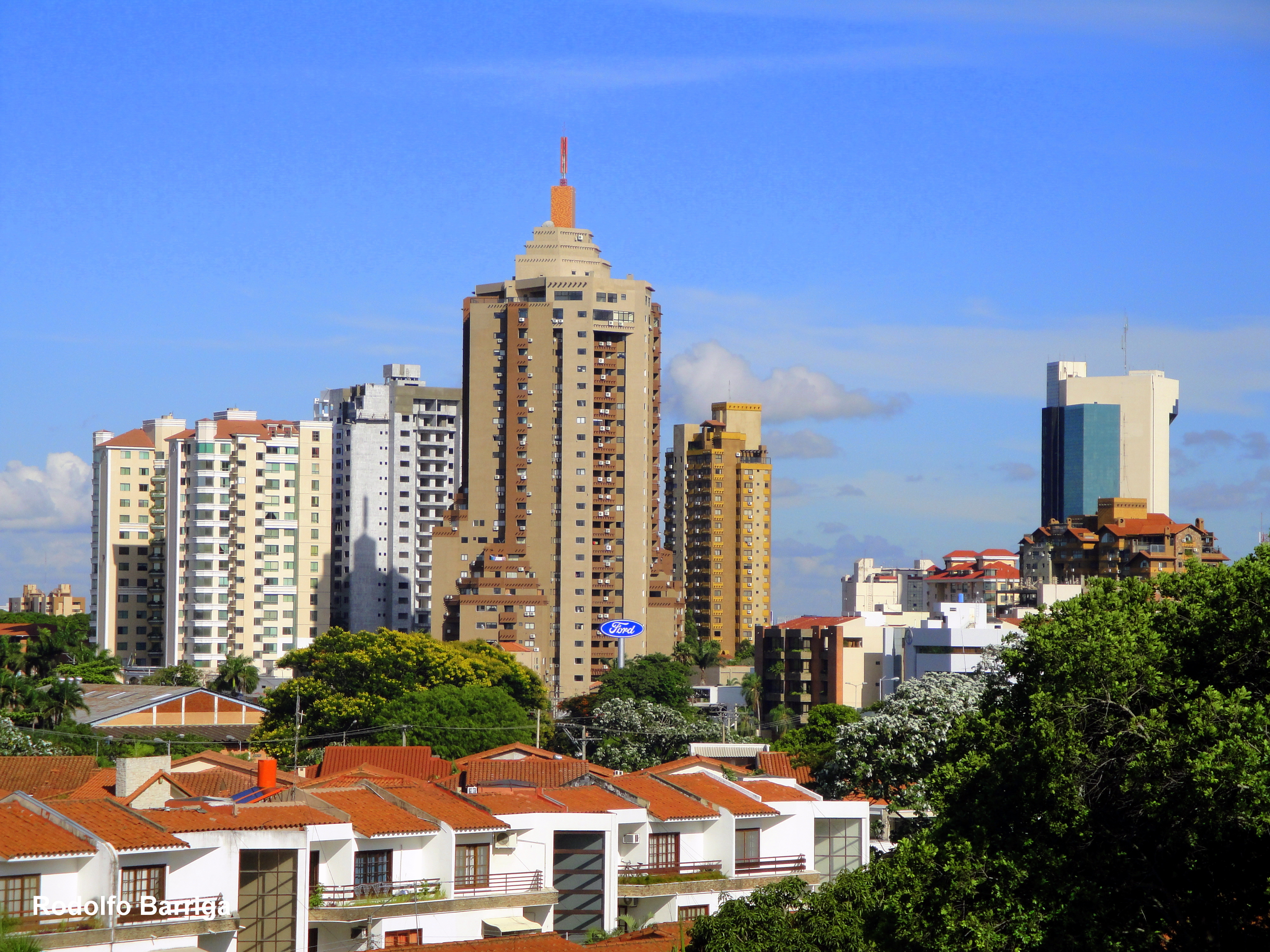
Зажиточные районы на севере города

Санта-Крус является крупнейшим экономическим центром Боливии, его агломерация создаёт около 35 % ВВП страны и привлекает 40 % всех иностранных инвестиций, поступающих в Боливию. Главные отрасли городской экономики:
- нефтехимия и добыча природного газа
- переработка продукции сельского хозяйства
- деревообработка
- строительство
- розничная торговля

Активно развиваются туризм, здравоохранение и образование.

## Транспорт
Санта-Крус обслуживается Международным аэропортом Виру-Виру (IATA: VVI, ICAO: SLVR) с пассажирооборотом около 900 тыс. человек в год (крупнейший аэропорт в Боливии).

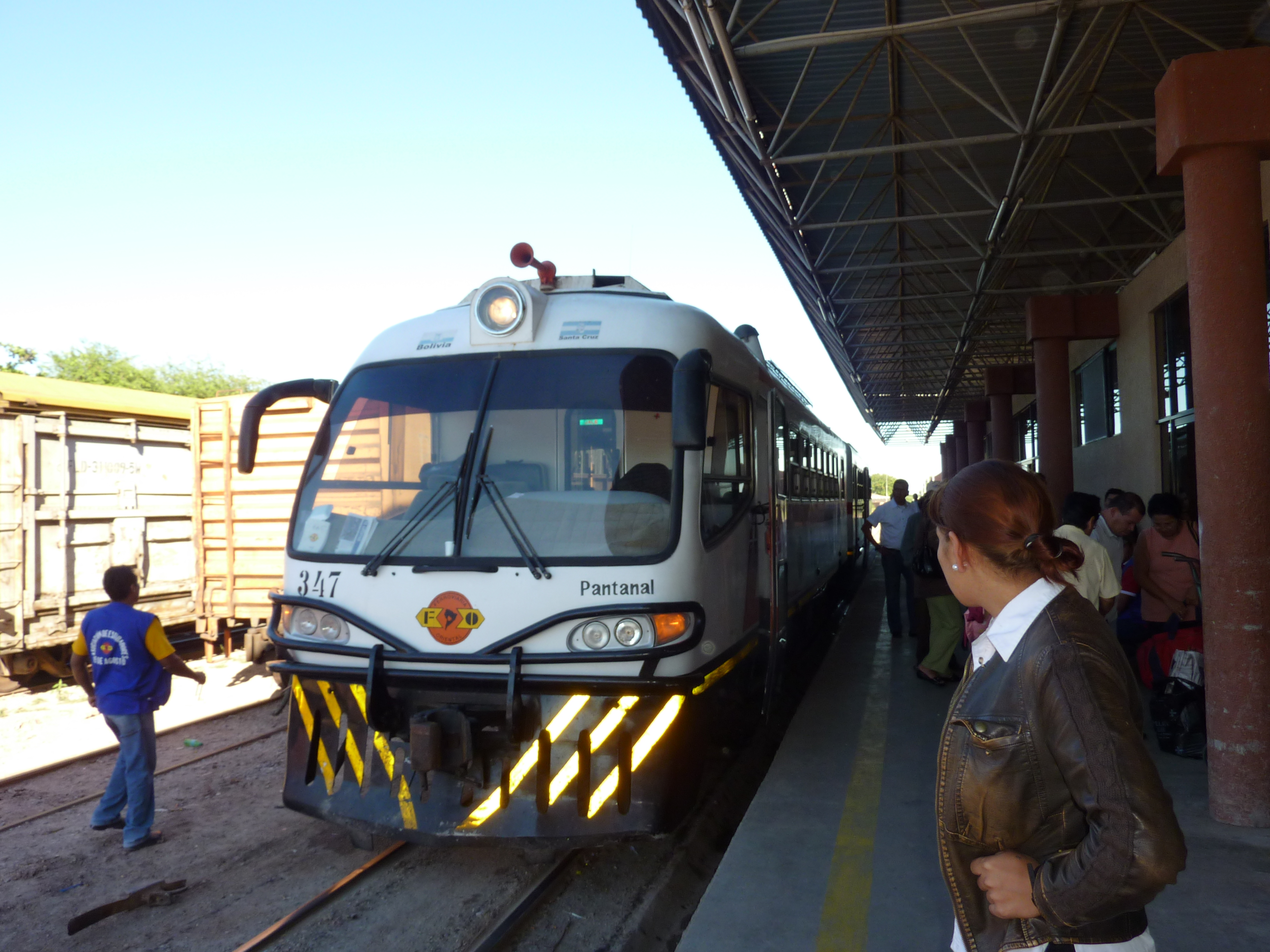
Городской железнодорожный вокзал

Регулярные пассажирские рейсы осуществляются во все основные города Боливии, а также в Мадрид, Сантьяго, Лиму, Буэнос-Айрес, Майами, Панаму, Сан-Паулу, Сальту, Икике и Асунсьон.
Национальное шоссе № 7 связывает Санта-Крус с Кочабамбой и через неё — с остальной страной. Две ветки железной дороги обеспечивают пассажирское сообщение с Пуэрто-Суаресом (на границе с Бразилией) и Якуибой (на границе с Аргентиной.
Общественный транспорт представлен 122 автобусными маршрутами (обслуживаются частными перевозчиками под контролем муниципальной организации Sindicato de Micros y Colectivos en Santa Cruz).